# ناحیه کلاگن‌فورت-لاند
ناحیه کلاگن‌فورت-لاند (به آلمانی: Klagenfurt-Land District) یک ناحیه در اتریش است که در کرنتن واقع شده‌است. ناحیه کلاگن‌فورت-لاند ۵۸٬۴۳۵ نفر جمعیت دارد.